# Kirstine
Kirstine er et pigenavn, der oprindeligt stammer fra helgennavnet Sankt Christina, der er afledt af Kristus. Varianter af navnet omfatter blandt andet Kirsti, Kirstin, Kirstina. Omkring 4.500 personer bærer et af disse navne ifølge Danmarks Statistik.
Navnet Kirsten er afledt af Kirstine, og Kristine er en sideform til navnet.

## Kendte personer med navnet
- Kirstie Alley, amerikansk skuespiller.